# Sárgahasú billegetőtirannusz
A sárgahasú billegetőtirannusz (Stigmatura budytoides) a madarak (Aves) osztályának verébalakúak (Passeriformes) rendjébe és a királygébicsfélék (Tyrannidae) családjába tartozó faj.

## Rendszerezése
A fajt D’Orbigny és Lafresnaye írta le 1837-ben, a Culicivora nembe Culicivora budytoides néven.

## Alfajai
- Stigmatura budytoides budytoides (Orbigny & Lafresnaye, 1837)
- Stigmatura budytoides flavocinerea (Burmeister, 1861)
- Stigmatura budytoides gracilis[2] Zimmer, 1955 vagy Stigmatura gracilis[1]
- Stigmatura budytoides inzonata Wetmore & J. L. Peters, 1923[2]

## Előfordulása
Dél-Amerikában, Argentína, Bolívia, Brazília és Paraguay területén honos. Természetes élőhelyei a szubtrópusi és trópusi lombhullató erdők és száraz ligeterdők, valamint nedves szavannák és száraz cserjések. Vonuló faj.

## Megjelenése
Testhossza 16 centiméter, testtömege 9–13 gramm. A billegetőkre hasonlít. Hosszú lába és keskeny hosszú farka van.
|  |

## Életmódja
Párban keresgéli rovarokból álló táplálékát.

## Szaporodása
Csésze alakú fészkét, a talaj közelébe készíti.

## Természetvédelmi helyzete
Az elterjedési területe rendkívül nagy, egyedszáma pedig stabil. A Természetvédelmi Világszövetség Vörös listáján nem fenyegetett fajként szerepel.